# Anne Baverey
Anne Baverey, dite la Reine de la Montagne, née le 25 mai 1946 à Lyon, est une pilote automobile française de courses de côte.

## Biographie
Elle débute les sports mécaniques à la fin des années 1970.
Engagée en courses de montagne durant l'ensemble des années 1980, elle court notamment aux côtés de Marcel Tarrès comme pilote du team Tarrès sur Martini en fin de décennie.
En 1990 elle participe aux qualifications des 24 Heures du Mans sur Argo JM19-Cosworth DFL V8 avec le britannique Ian Khan et l'américain Michael Dow, mais l'équipage ne peut participer à la course.
Au début des années 1990, elle participe au Championnat de France de sport prototype (Coupe Alfa Romeo), toujours au côté de M. Tarrès (vainqueur en 1991, 92 et 93). 

## Palmarès

### Titre
- Champion de France de la montagne de seconde division, en 1984;

(nb: 11e du championnat de France en 1985).

### Victoire en Championnat de France
- Victoire à Bagnols Sabran (D1) en 1982, sur Martini Mk 28;

### Podiums enChampionnat d'Europe de la montagne(11)
- 2e de la Course de côte Saint-Ursanne - Les Rangiers en 1987 sur Martini Mk 43-VW, 1989 sur  Martini Mk 56-02, et 1990 sur Martini Mk 56-BMW (3e en 1985 sur AGS-BMW);
- 2e de la Course de côte du Mont-Dore en 1988, sur  Martini Mk 56 (3e en 1989 sur Martini Mk 56);
- 2e de la Course de côte de Turkheim en 1989 et 1990, sur  Martini Mk 56;
- 3e à Ampus en 1985 sur Martini Mk 43, et en 1986 sur AGS F2;
- 3e à Oberloch en 1989, sur Martini Mk 56.